# Museo Franz Mayer
Il Museo Franz Mayer, che si trova a Città del Messico, è uno dei musei più conosciuti del Messico. Ospita la principale collezione di arti decorative del Messico e ospita continuamente esposizioni temporanee di disegni e fotografia.
La collezione, permette di apprezzare pezzi di diversi stili e materiali a partire dal XVI secolo.
L'edificio che ospita il museo, è un luogo pieno di storia. Per quattro secoli funzionò come istituzione ospedaliera, essendo questo il primo ospedale in America dell'ordine religioso di San Giovanni di Dio.
Il chiostro, che per la sua bellezza è una delle parti più interessanti del museo, serve da cornice alle esposizioni temporanee e attraverso di questo si accede a tre sale che riportano il visitatore all'epoca del Vicereame della Nuova Spagna, attraverso: una sala da pranzo, una gabinetto e una cappella.
Nel chiostro alto si trova la biblioteca, aperta al pubblico, che ospita più di 14 000 volumi tra i quali trovano posto anche libri rari, documenti storici e 800 diverse edizione del Don Chisciotte della Mancia.
Il museo offre ai visitatori guide, corsi, conferenze, concerti, spettacoli, laboratori infantili, così come attività speciali per i soci.